# 江山镇 (防城港市)
江山镇，是中华人民共和国广西壮族自治区防城港市防城区下辖的一个乡镇级行政单位。

## 行政区划
江山镇下辖以下地区：
山脚村、江山村、两头龙村、新六村、新基村、沙木万村、潭蓬村、潭西村、白龙村、万欧村和沙万村。